# Žan Tabak
Žan Tabak, född 15 juni 1970 i Split i Kroatien (dåvarande Jugoslavien), är en kroatisk basketspelare som tog OS-silver 1992 i Barcelona. Detta var första gången som Kroatien deltog som självständig nation. Han var även med i det kroatiska laget som deltog i baskettävlingarna 1996 i Atlanta. Han var den första icke-amerikanske medborgaren som spelade vann NBA med två olika lag.